# 新田中江田町
新田中江田町（にったなかえだちょう）は、群馬県太田市にある地名（町丁）。郵便番号は370-0332。

## 概要
木崎地区にある町丁。

## 地理

### 新田中江田町内の区
新田中江田町（木崎地区）の行政区の一覧。
| 地区     | 行政区         | 読み                   | 区域               |
| -------- | -------------- | ---------------------- | ------------------ |
| 木崎地区 | 中江田北高尾   | なかえだきたたかお     | 新田中江田町の一部 |
| 木崎地区 | 中江田南下江田 | なかえだみなみしもえだ | 新田中江田町の一部 |

### 近隣町丁
- 新田上江田町
- 新田高尾町
- 下角田町
- 世良田町
- 新田下江田町
- 新田木崎町
- 新田赤堀町

## 世帯数と人口
2022年（令和4年）3月31日現在の世帯数と人口は以下の通りである。
| 町丁         | 世帯数  | 人口   |
| ------------ | ------- | ------ |
| 新田中江田町 | 709世帯 | 1744人 |

## 小・中学校の学区
市立小・中学校に通う場合、学区は以下の通りとなる。
| 番地                         | 小学校             | 中学校             |
| ---------------------------- | ------------------ | ------------------ |
| 中江田北高尾、中江田南下江田 | 太田市立木崎小学校 | 太田市立木崎中学校 |

## 交通

### 鉄道
町内に鉄道は通っていない。

### 道路
- 国道354号

## 施設
- 木崎コミュニティー運動公園
- ローソン太田市新田中江田町店